# Owen Otasowie
Ebeguowen „Owen“ Otasowie (* 6. Januar 2001 in New York City, New York) ist ein ehemaliger US-amerikanisch-englischer Fußballspieler. Zuletzt stand der Mittelfeldspieler beim FC Brügge unter Vertrag.

## Karriere

### Im Verein

#### Jugendmannschaften
Otasowie begann erst mit 10 Jahren das Fußballspielen. Zunächst spielte er für die Mass Elite Academy im Londoner Stadtteil Battersea. Dort fiel er schnell durch gute Leistungen auf und spielte deswegen zwischenzeitlich für die Nachwuchsabteilung von West Ham United, ehe er 2017 in die Jugendabteilung der Wolverhampton Wanderers wechselte. Dort durchlief er alle weiteren Jugendmannschaften. Für die Mannschaften der Wanderers kam er somit auch in der U-18 Premier League sowie der Premier League 2 zum Einsatz. Ab der Saison 2019/20 trainierte er auch mit der Profimannschaft der Wolverhampton Wanderers. So stand er auch mehrmals im Kader in der Premier League und der Europa League. Sein Profidebüt gab er schließlich am 12. Dezember 2019 beim 4:0-Sieg gegen Beşiktaş Istanbul am letzten Spieltag der Gruppenphase der Europa League 2019/20, als er in der 73. Spielminute für Leander Dendoncker eingewechselt wurde. Dies blieb allerdings auch sein einziger Einsatz für die Profimannschaft in dieser Saison.
In der Saison 2020/21 wurde er schließlich fester Bestandteil des Profikaders der Wanderers. Dementsprechend konnte er am 15. Dezember 2020 beim 2:1-Sieg gegen den FC Chelsea sein Debüt in der Premier League geben. Bei diesem Spiel wurde er zur 2. Halbzeit für den verletzten Dendoncker eingewechselt und konnte in der 66. Spielminute das Tor von Daniel Podence zum zwischenzeitlichen 1:1-Ausgleich vorlegen. Daraufhin stand er bei der folgenden 1:2-Niederlage gegen den FC Burnley am 21. Dezember 2020 auch erstmals in der Startelf der Wanderers. In der 2. Saisonhälfte wurde er jedoch kaum noch berücksichtigt und erhielt nur wenig Spielzeit.

#### FC Brügge
Am 20. August 2021 wechselte Otawosie zum belgischen Erstligisten FC Brügge. Dort unterschrieb er einen Vertrag bis 2025. Während der gesamten Saison 2021/22 bestritt er allerdings kein einziges Spiel für den FC Brügge, der am Ende der Saison die belgische Meisterschaft gewann. Am 17. Juli 2022 gab er schließlich beim 1:0-Sieg gegen den KAA Gent beim Belgischen Supercups sein Debüt und konnte somit den Supercup gewinnen. In der Saison 2022/23 gab er zunächst sein Debüt in der Liga beim 1:1-Unentschieden gegen Zulte Waregem, wurde danach aber auch in der U 23-Mannschaft, die in der Division 1B spielt, eingesetzt. Seit einer Knöchelverletzung im Oktober 2022 kam er allerdings zu keinem weiteren Einsatz. Daraufhin erschien Otasowie nicht mehr zum Training, der Verein stellte die Gehaltszahlungen ein.

### In der Nationalmannschaft
Otasowie hätte für die englische, die nigerianische oder die US-amerikanische Nationalmannschaft auflaufen können. Letzten Endes entschied er sich für letztere. Im Jahr 2018 kam er zunächst in 3 Spielen der U-18 Nationalmannschaft zum Einsatz. Im November 2020 wurde er von Cheftrainer Gregg Berhalter erstmals für die A-Nationalmannschaft der Vereinigten Staaten berufen, für die er am 12. November 2020 beim 0:0-Unentschieden gegen Wales sein Debüt gab, als er in der 87. Spielminute für Sebastian Lletget eingewechselt wurde. In den folgenden Spielen kam er allerdings nicht mehr zum Einsatz.

## Erfolge
- Belgischer Meister: 2021/22 (FC Brügge, ohne Spieleinsatz)
- Gewinner belgischer Supercup: 2022 (FC Brügge)